# Agapetes brandisiana
Agapetes brandisiana är en ljungväxtart som beskrevs av William Edgar Evans. Agapetes brandisiana ingår i släktet Agapetes och familjen ljungväxter. Inga underarter finns listade i Catalogue of Life.